# Поджардо
Поджардо (італ. Poggiardo, сиц. Pusciardu) — муніципалітет в Італії, у регіоні Апулія, провінція Лечче.
Поджардо розташоване на відстані близько 540 км на схід від Рима, 175 км на південний схід від Барі, 39 км на південний схід від Лечче.
Населення — 6074 особи (2014).

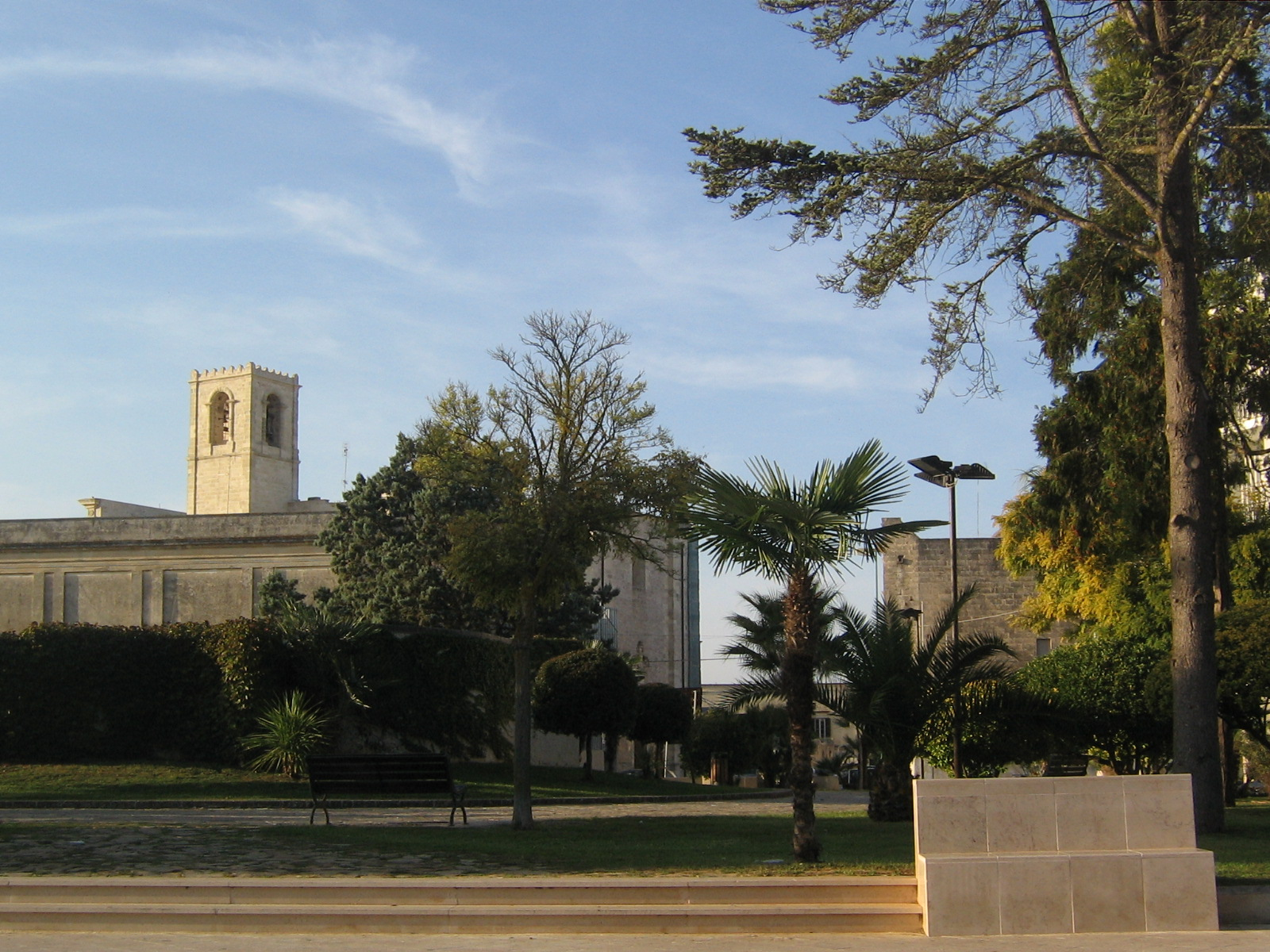

Щорічний фестиваль відбувається 13 червня. Покровитель — Sant'Antonio di Padova.

## Демографія
Населення за роками:

Станом на 1 січня 2023 року в муніципалітеті офіційно проживало 328 іноземців з 32 країн, серед них 48 громадян країн Євросоюзу.

## Сусідні муніципалітети
- Джуджанелло
- Мінервіно-ді-Лечче
- Ночилья
- Ортелле
- Сан-Кассіано
- Санарика
- Санта-Чезареа-Терме
- Спонгано
- Сурано